# San Fernando Club Deportivo Isleño
El San Fernando Club Deportivo és un club de futbol andalús de la ciutat de San Fernando, a Andalusia. Fundat el 2009, juga a la Primera Divisió RFEF – Grup 2, i els partits com a local els disputa a l'Estadio Bahía Sur, amb una capacitat de 8,000 seients.

## Història
El juny de 2009, el club històric de la ciutat, el CD San Fernando - que havia jugat tota una dècada a la Segona Divisió - es va dissoldre a causa de problemes econòmics, i fou reanomenat a San Fernando Club Deportivo. Es va comprar la plaça d'un altre club local, Unión Sporting (fundat el 2000), i va començar competint en categories regionals andaluses.
El primer partit del San Fernando CD es va disputar el 2 d'agost de 2009, contra el Sevilla Atlético al Bahía Sur, i va acabar en victòria local per 2–0. L'equip va ascendir a Tercera Divisió la temporada 2010–11 i fou segon en la temporada regular, tot i que fou eliminat als play-off d'ascens a Segona divisió B pel La Roda CF (dues derrotes, 0–4 al resultat acumulat). Finalment el club va assolir la Segona Divisió B la següent temporada, 2011-12.